# Coppa della Regina (pallacanestro)
La Coppa della Regina (Copa de la Reina) di pallacanestro femminile è un trofeo nazionale spagnolo organizzato annualmente dal 1943. Inizialmente era il Campeonato de España Senior Femenino, assunse la denominazione corrente dall'edizione del 1978.

## Formato
A partire dalla stagione 2018-19 la competizione si disputa con la formula delle Final Eight.

## Albo d'oro
| Anno      | Vincitrice           | Secondo posto        | Note          |
| --------- | -------------------- | -------------------- | ------------- |
| 1943      | RCD. Español         | Real Madrid          |               |
| 1944      | S.F. Centro          | RCD. Español         |               |
| 1945      | S.F. Centro          | S.F. Buenavista      |               |
| 1946-1949 | Non disputato        | Non disputato        | Non disputato |
| 1950      | S.F. Madrid          | S.F. Guadalajara     |               |
| 1951      | S.F. Madrid          | García Vives         |               |
| 1952      | S.F. Madrid          | C.D. Hispano Francés |               |
| 1953      | S.F. Madrid          | S.F. Barcelona       |               |
| 1959-1959 | Non disputato        | Non disputato        | Non disputato |
| 1960      | Cottet Barcelona     | Picadero JC          |               |
| 1961      | C. Medina-La Coruña  | CREFF Madrid         |               |
| 1962      | CREFF Madrid         | Indo Barcelona       |               |
| 1963      | CREFF Madrid         | Indo Barcelona       |               |
| 1964-1971 | Non disputato        | Non disputato        | Non disputato |
| 1972      | CREFF Madrid         | Picadero JC          |               |
| 1973      | Picadero JC          | Ignis-Mataró         |               |
| 1974      | CREFF Madrid         | Ignis-Mataró         |               |
| 1975      | Picadero JC          | CREFF Madrid         |               |
| 1977      | Non disputato        | Non disputato        | Non disputato |
| 1978      | Picadero JC          | Celta de Vigo        |               |
| 1979      | Picadero JC          | Celta de Vigo        |               |
| 1980      | Picadero JC          | Celta de Vigo        |               |
| 1981      | Celta de Vigo        | Picadero JC          |               |
| 1982      | Celta de Vigo        | U.C.M.               |               |
| 1983      | Picadero JC          | Celta de Vigo        |               |
| 1984      | Celta de Vigo        | Real Canoe           |               |
| 1985      | Masnou Basquetbol    | Coronas Tenerife     |               |
| 1986      | CB Tortosa           | Real Canoe           |               |
| 1987      | CB Tortosa           | Xuncas Baloncesto    |               |
| 1988      | CB Tortosa           | Xuncas Baloncesto    |               |
| 1989      | CB Tortosa           | Xuncas Baloncesto    |               |
| 1990      | ADBF Zaragoza        | Masnou Basquetbol    |               |
| 1991      | Dorna Godella        | Real Canoe           |               |
| 1992      | Dorna Godella        | ADBF Zaragoza        |               |
| 1993      | BEX Banco Exterior   | Godella              |               |
| 1994      | Dorna Godella        | BEX Argentaria       |               |
| 1995      | Dorna Godella        | Gran Canaria         |               |
| 1996      | Real Canoe           | Dorna Godella        |               |
| 1997      | Pool Getafe          | Celta de Vigo        |               |
| 1998      | Pool Getafe          | Gran Canaria         |               |
| 1999      | Gran Canaria         | CD Ensino            |               |
| 2000      | Gran Canaria         | Ciudad de Burgos     |               |
| 2001      | Celta de Vigo        | Perfumerías Avenida  |               |
| 2002      | Ros Casares          | CD Ensino            |               |
| 2003      | Ros Casares          | UB Barça             |               |
| 2004      | Ros Casares          | Perfumerías Avenida  |               |
| 2005      | Perfumerías Avenida  | CDB Zaragoza         |               |
| 2006      | Perfumerías Avenida  | Ros Casares          |               |
| 2007      | Ros Casares          | Perfumerías Avenida  |               |
| 2008      | Ros Casares          | San José             |               |
| 2009      | Ros Casares          | Puig d'en Valls      |               |
| 2010      | Ros Casares          | Perfumerías Avenida  |               |
| 2011      | Rivas Ecópolis       | Ros Casares          |               |
| 2012      | Perfumerías Avenida  | Ros Casares          |               |
| 2013      | Rivas Ecópolis       | Perfumerías Avenida  |               |
| 2014      | Perfumerías Avenida  | Rivas Ecópolis       |               |
| 2015      | Perfumerías Avenida  | CB Conquero          |               |
| 2016      | CB Conquero          | Perfumerías Avenida  |               |
| 2017      | Perfumerías Avenida  | Spar CityLift Girona |               |
| 2018      | Perfumerías Avenida  | Spar CityLift Girona |               |
| 2019      | Perfumerías Avenida  | Spar CityLift Girona |               |
| 2020      | Perfumerías Avenida  | Spar CityLift Girona | [ 3 ]         |
| 2021      | Spar Girona          | Valencia BC          | [ 4 ]         |
| 2022      | Perfumerías Avenida  | Spar Girona          | [ 5 ]         |
| 2023      | Casademont Zaragoza  | Perfumerías Avenida  | [ 6 ]         |
| 2024      | Valencia BC          | Casademont Zaragoza  | [ 7 ]         |
| 2025      | Hozono Global Jairis | Perfumerías Avenida  | [ 8 ]         |

## Vittorie per club
| Squadra               | Vittorie | Anni                                                       |
| --------------------- | -------- | ---------------------------------------------------------- |
| Avenida               | 10       | 2005, 2006, 2012, 2014, 2015, 2017, 2018, 2019, 2020, 2022 |
| Picadero JC-El Masnou | 7        | 1973, 1975, 1978, 1979, 1980, 1983, 1985                   |
| R.C. Valencia         | 7        | 2002, 2003, 2004, 2007, 2008, 2009, 2010                   |
| S.F. Madrid           | 4        | 1950, 1951, 1952, 1953                                     |
| CREF Madrid           | 4        | 1962, 1963, 1972, 1974                                     |
| Celta Vigo            | 4        | 1981, 1982, 1984, 2001                                     |
| CB Tortosa            | 4        | 1986, 1987, 1988, 1989                                     |
| P.B. Godella          | 4        | 1991, 1992, 1994, 1995                                     |
| S.F. Centro           | 2        | 1944, 1945                                                 |
| Pool Getafe           | 2        | 1997, 1998                                                 |
| Islas Canarias        | 2        | 1999, 2000                                                 |
| Rivas Ecópolis        | 2        | 2011, 2013                                                 |
| RCD Espanyol          | 1        | 1943                                                       |
| Cottet Barcelona      | 1        | 1960                                                       |
| Medina-La Coruña      | 1        | 1961                                                       |
| ADBF Saragozza        | 1        | 1990                                                       |
| BEX                   | 1        | 1993                                                       |
| Real Canoe            | 1        | 1996                                                       |
| Conquero              | 1        | 2016                                                       |
| Uni Girona            | 1        | 2021                                                       |
| Saragozza             | 1        | 2023                                                       |
| Valencia B.C.         | 1        | 2024                                                       |
| Jairis                | 1        | 2025                                                       |